# Vinni, Estland
Vinni är en ort i Estland. Den ligger i Vinni kommun och landskapet Lääne-Virumaa, i den centrala delen av landet, 100 km öster om huvudstaden Tallinn. Vinni ligger 95 meter över havet och antalet invånare är 1 032.
Terrängen runt Vinni är platt. Runt Vinni är det glesbefolkat, med 11 invånare per kvadratkilometer. Närmaste större samhälle är Rakvere, 7,1 km nordväst om Vinni. Omgivningarna runt Vinni är en mosaik av jordbruksmark och naturlig växtlighet.